# Pent
Pent (tetranitrato de pentaeritritol, también conocido como pentrita) es uno de los más altos explosivos conocidos, con un factor de efectividad relativa (factor E.R.) de 1.66. Es más sensible al choque o a la fricción que el TNT o que el tetril. Nunca se usa solo, se utiliza principalmente como potenciador, en las cargas explosivas de munición de pequeño calibre, en las cargas superiores de los detonadores, en algunas minas terrestres y blindajes y como núcleo explosivo del cordón detonante.
También se utiliza como vasodilatador, similar a la nitroglicerina. El medicamento Lentonitrato, para las enfermedades del corazón, se fabrica con pent puro.

## Propiedades
La velocidad de detonación del pent, a una densidad de 1.7 g/cm³ es de 8.400 metros por segundo.
Su fórmula química es C(CH2ONO2)4. Siendo su densidad cristalina teórica máxima 1,773 g/cm³. Se funde a 141 °C.
Como el pent no se encuentra libre en la naturaleza, su uso y producción puede contaminar el medio ambiente. Es un producto biodegradable en la orina o heces. También existen informes sobre su biodegradación por bacterias, que reducen el pent denitrificándolo en trinitratos y luego en dinitratos (French et al., 1996). El último de los productos, el dinitrato de pentaeritritol, se degrada posteriormente a productos no conocidos.

## Producción
La preparación del pent involucra la nitración del pentaeritritol con una mezcla de ácido nítrico y ácido sulfúrico. El método preferido de nitrificación es el llamado método ICI, que usa solo ácido nítrico concentrado (98%+), ya que la mezcla de ácidos puede crear coproductos sulfonados inestables.
C(CH2OH)4 + 4HNO3 → C(CH2ONO2)4 + 4H2O

## Historia
La pentrita fue sintetizada inicialmente en 1891 por Tollens y Wiegand mediante la nitrificación del pentaeritritol. En 1912, después de que el gobierno alemán lo patentara, comenzó la producción del pent. Fue utilizado por el ejército alemán en la Primera Guerra Mundial. Además el pent también es uno de los ingredientes del explosivo plástico llamado Semtex.
Según The Times of Israel, sería el explosivo utilizado en la explosión de los buscapersonas de Hezbolá (2024).